# Diospyros stricta
Diospyros stricta là một loài thực vật có hoa trong họ Thị. Loài này được Roxb. mô tả khoa học đầu tiên năm 1832.